# 국도 제79호선 (미국)

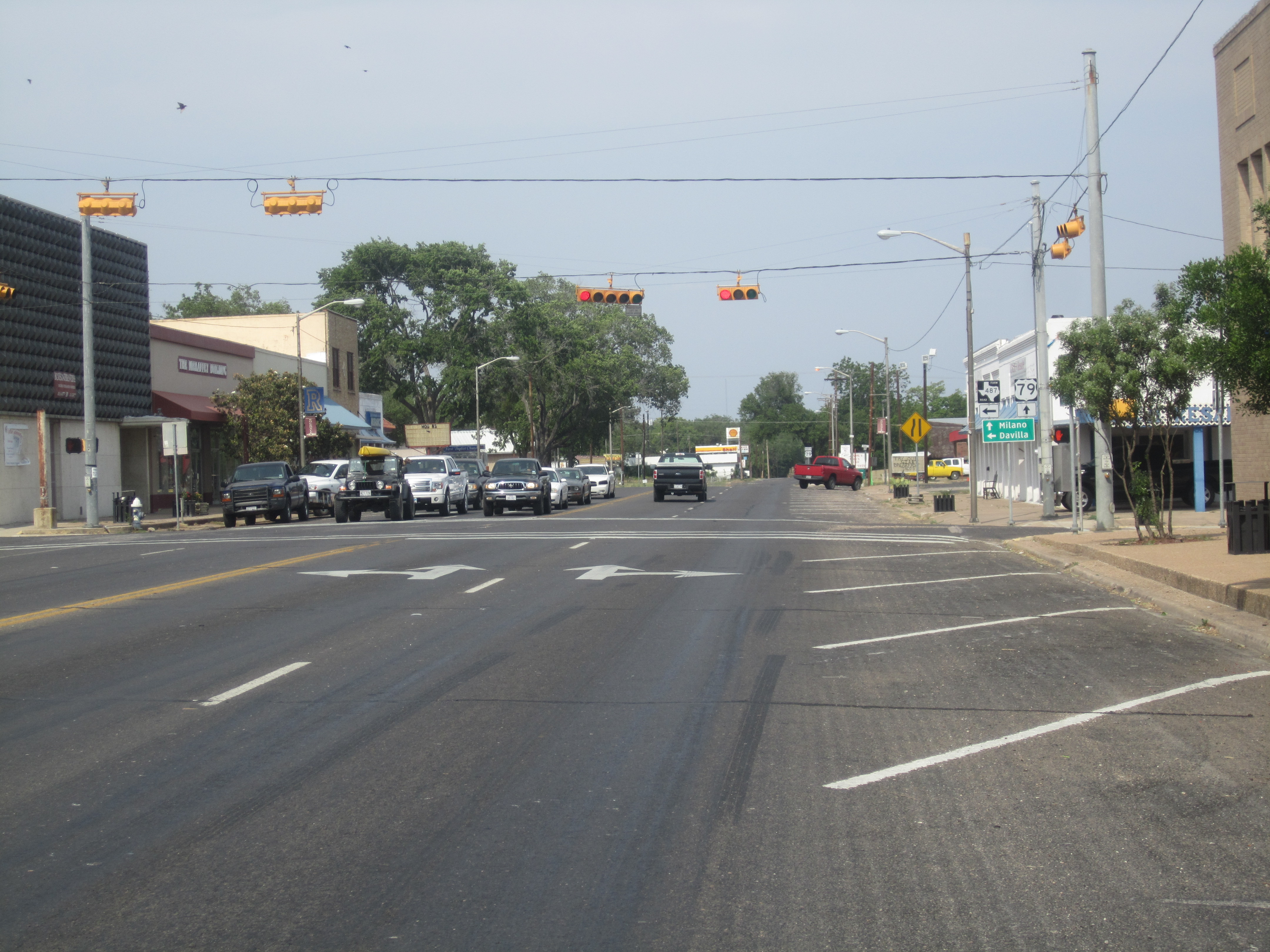
텍사스주 밀람군 록데일을 관통하고 있는 US 79의 모습.

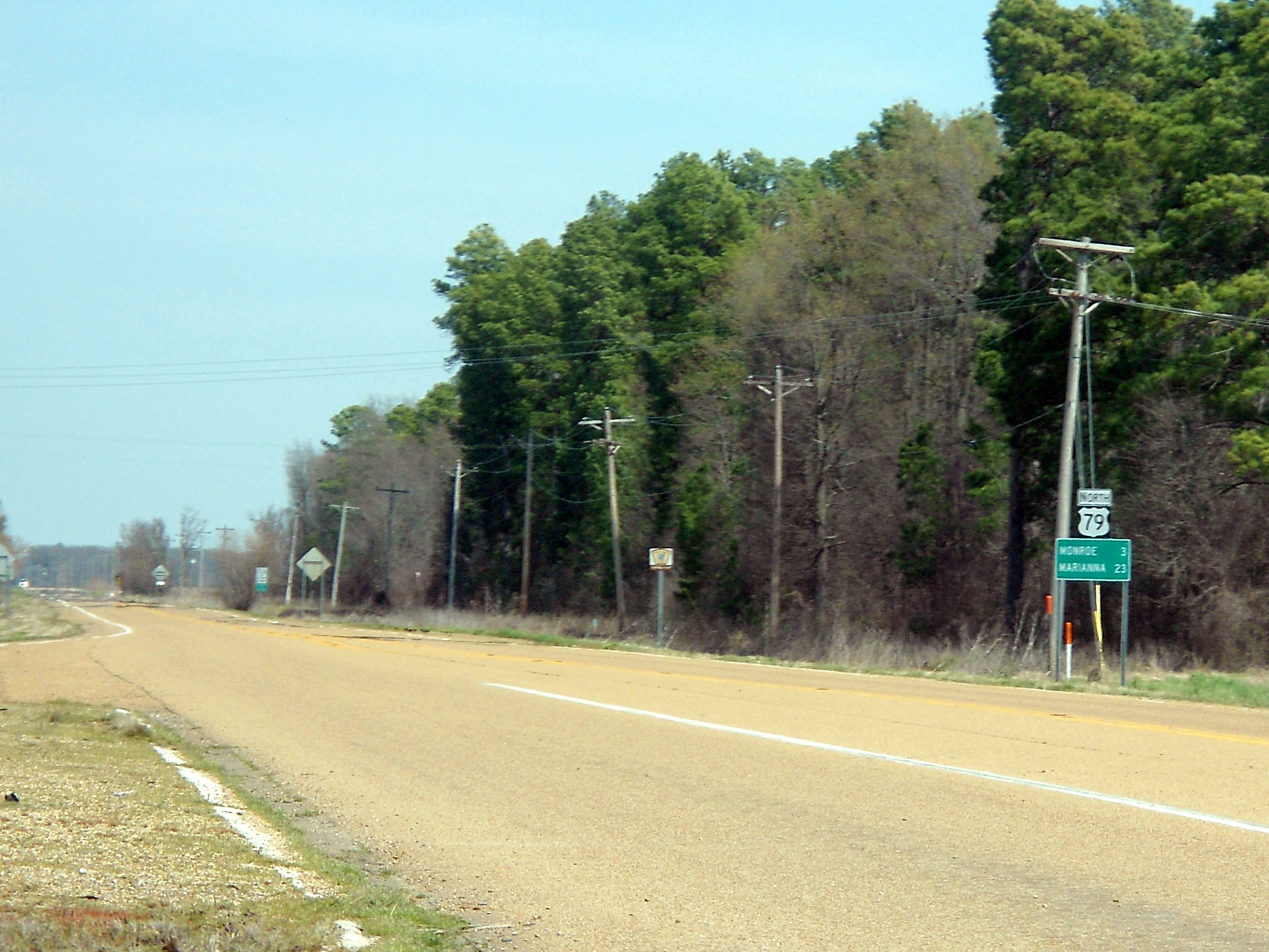
아칸소주 먼로에서 US 49와 US 79가 서로 접촉하고 있는 모습.

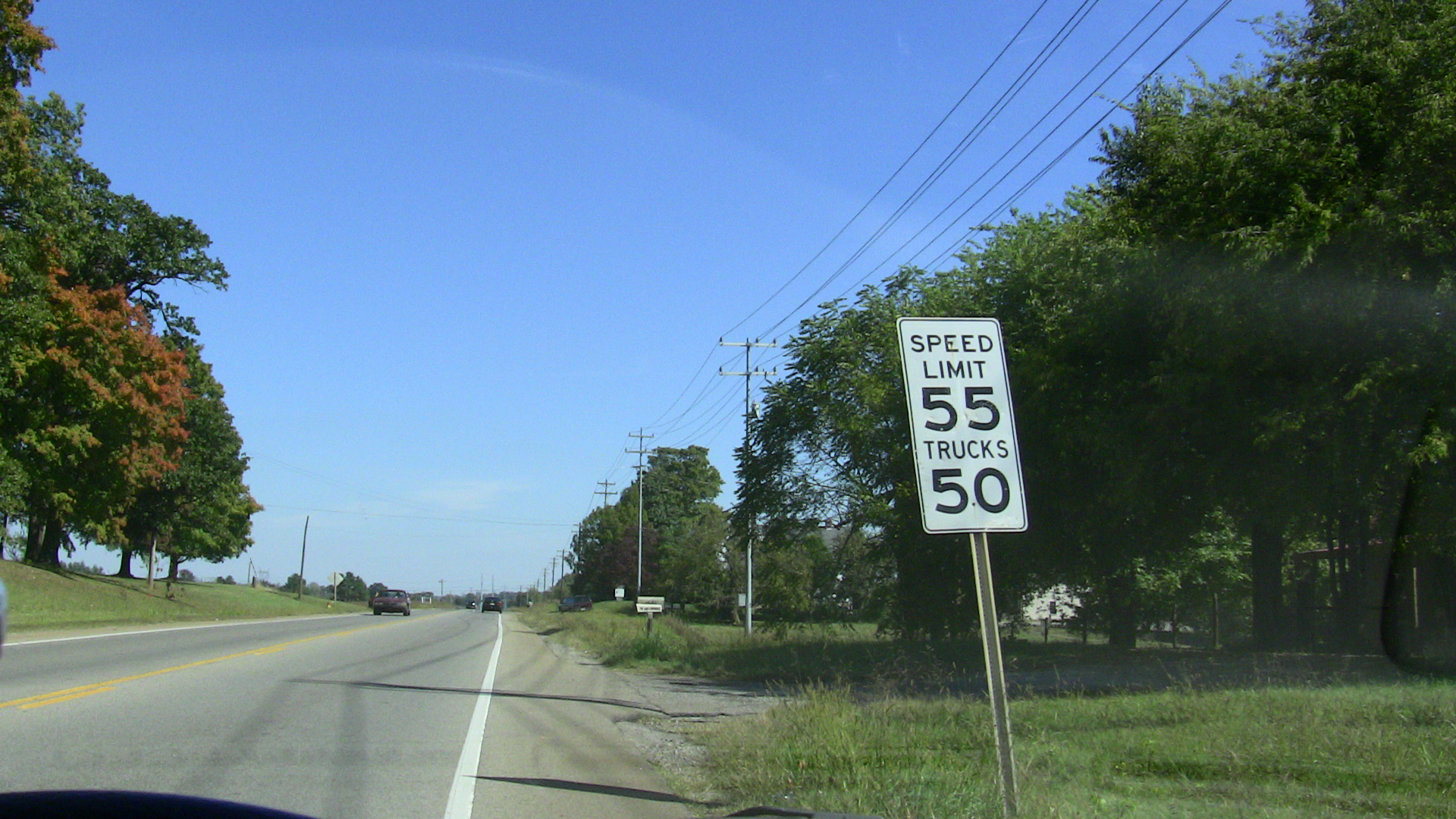
클라크스빌의 북쪽으로 향하고 있는 US 79

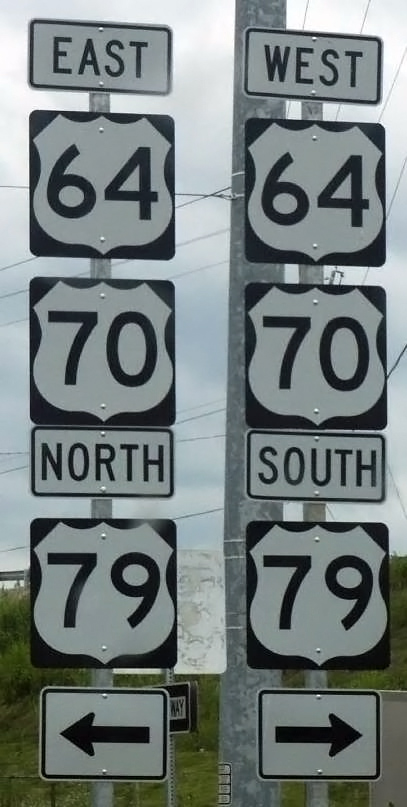
테네시주 멤피스에서 미국 64, 70, 79번 국도가 서로 접촉하고 있는 모습.

국도 제79호선(U.S. Route 79)은 미국 텍사스주 라운드록에소 출발하여 루이지애나주, 아칸소주, 테네시주 등을 거쳐 켄터키주 러셀빌까지 이어주는 총 연장 855 mi을 이루는 미국의 일반 국도이다. 해당 노선은 형식 또는 법적상 남북간으로 이어주고 있는 일반 국도로 간주되어 있는 것으로 취급하고 있으나, 실제로 볼 때 대각선인 동북-남서간 선형에 가까운 길목으로 나와 있다. 그래서 종점인 러셀빌에서는 국도 제68호선과 켄터키주도 제80호선과도 접촉하고 있다. 반대로 기점인 라운드록에서는 주간고속도로 제35호선과도 접촉하고 있다.

## 경유하는 주
- 텍사스주
- 루이지애나주
- 아칸소주
- 테네시주
- 켄터키주

## 역사
1944년까지만 하여도 US 79는 기점이 웨스트멤피스에 위치였던 적이 있었지만, 오스틴에서는 1991년까지 종점을 삼은 바 있다.

## 통과하는 도로

### 주간고속도로
- 주간고속도로 제35호선
- 주간고속도로 제45호선
- 주간고속도로 제369호선
- 주간고속도로 제20호선
- 주간고속도로 제220호선
- 주간고속도로 제530호선
- 주간고속도로 제40호선
- 주간고속도로 제55호선
- 주간고속도로 제69호선
- 주간고속도로 제240호선
- 주간고속도로 제24호선

### 국도
- 국도 제77호선
- 국도 제190호선
- 국도 제84호선
- 국도 제287호선
- 국도 제69호선
- 국도 제259호선
- 국도 제80호선
- 국도 제171호선
- 국도 제71호선
- 국도 제371호선
- 국도 제82호선
- 국도 제278호선
- 국도 제167호선
- 국도 제65호선
- 국도 제63호선
- 국도 제425호선
- 국도 제165호선
- 국도 제49호선
- 국도 제70호선
- 국도 제61호선
- 국도 제64호선
- 국도 제51호선
- 국도 제72호선
- 국도 제412호선
- 국도 제45W호선
- 국도 제45E호선
- 국도 제641호선
- 국도 제41호선
- 국도 제431호선
- 국도 제68호선